# Fernando Santos (cầu thủ bóng đá Bồ Đào Nha)
Fernando Manuel Fernandes da Costa Santos (sinh ngày 10 tháng 10 năm 1954) là một huấn luyện viên bóng đá chuyên nghiệp người Bồ Đào Nha và là cựu cầu thủ thi đấu ở vị trí hậu vệ. Hiện ông đang là huấn luyện viên của đội tuyển Azerbaijan.
Ông đã có tổng cộng 161 trận tại Primeira Liga và 2 bàn thắng trong 8 mùa giải, hầu như luôn là với Estoril. Sau khi giải nghệ, ông làm huấn luyện viên trong vài thập kỷ, bắt đầu ở câu lạc bộ chính của mình vào năm 1988.
Santos đã dẫn dắt Big Three của Bồ Đào Nha, giành được năm danh hiệu lớn với Porto. Trong khoảng thời gian tốt hơn của những năm 2000, ông đã làm việc ở Hy Lạp, chủ yếu với AEK Athens và PAOK. Năm 2010, ông được bổ nhiệm làm huấn luyện viên đội tuyển quốc gia Hy Lạp, huấn luyện họ ở một kỳ FIFA World Cup và một kỳ UEFA Euro. Sau đó, ông đã dẫn dắt Bồ Đào Nha giành chức vô địch Euro 2016 và Nations League 2019, đây là hai danh hiệu lớn đầu tiên trong lịch sử của quốc gia này. Ông rời vị trí huấn luyện viên đội tuyển Bồ Đào Nha sau FIFA World Cup 2022, đã nắm quyền được 8 năm.

## Sự nghiệp thi đấu
Sinh ra ở Lisbon, Santos kết thúc quá trình phát triển của mình với Benfica, gia nhập hệ thống đào tạo trẻ ở tuổi 16. Trận ra mắt cấp cao của anh ấy là với Estoril, đội mà ông đã đại diện ở cả ba cấp độ lớn của bóng đá Bồ Đào Nha.
Santos ra mắt Primeira Liga vào ngày 7 tháng 9 năm 1975, chơi trọn vẹn 90 phút trong chiến thắng 2–0 trên sân nhà trước Farense. Ông đã kết thúc mùa giải đầu tiên của mình với 12 lần ra sân nữa, giúp đội của anh ấy đứng ở vị trí thứ tám.
Santos ghi bàn thắng đầu tiên ở giải hạng cao nhất trong chiến dịch 1978–79, chỉ thua một trận ở giải VĐQG để cán đích ở vị trí thứ 11 chung cuộc. Trong giai đoạn 1979–80, ông chuyển đến đội bóng đồng hương Marítimo, nơi ông cũng là sự lựa chọn đầu tiên. Sau khi trở lại câu lạc bộ cũ của mình, ông đã thi đấu thêm tám năm nữa (năm năm ở Segunda Liga) trước khi giải nghệ ở tuổi 33.

## Thành tích

### Huấn luyện viên
FC Porto
- Vô địch Giải bóng đá vô địch quốc gia Bồ Đào Nha: 1998-99
- Vô địch Cúp liên đoàn Bồ Đào Nha: 1999-2000, 2000-01
- Vô địch Siêu cúp Bồ Đào Nha: 1998, 1999

AEK Athens
- Vô địch Cúp bóng đá Hy Lạp: 2002

Bồ Đào Nha
- UEFA EURO: 2016
- UEFA Nations League: 2019 [6]
- Cúp Liên đoàn các châu lục: Hạng ba 2017 [7]

Cá nhân
- HLV của năm Giải bóng đá vô địch quốc gia Hy Lạp: 2001–02, 2004–05, 2008–09, 2009–10
- HLV của thập kỷ Giải bóng đá vô địch quốc gia Hy Lạp: 2000-10
- HLV người Châu Âu của năm – giải thưởng Alf Ramsey: 2016
- HLV đội tuyển quốc gia xuất sắc nhất thế giới IFFHS: 2016, 2019
- Huấn luyện viên nam xuất sắc nhất - Giải quả cầu vàng (Globos de Ouro): 2017
- PFA Platinum Aquina: 2019